# Дашгин Гулмамедов
Дашгин Гулмамед-огли Гулмамедов (азер. Daşqın Gülməmməd-oğlu Gülməmmədov, груз. დაშგინ გულმამედ–ოკლი გულმამედოვი; Качегани, Марнеули, 12. септембар 1977) је лидер Азербејџанаца у Грузији и председник Конфедерације Турака Грузија.
Између 2008. и 2009. године био је извршни директор Транснационалне агенције за безбедност информација (TISA). Између 2002. и 2011. године био је председник Националне скупштине Азербејџанаца у Грузији и културно-политички радник.